# Лавджой, Артур Онкен
Арту́р О́нкен Лавджо́й (англ. Arthur Oncken Lovejoy, 10 октября 1873, Берлин — 30 декабря 1962, Балтимор) — американский философ

 и историк идей.

## Биография
Родился в Берлине в семье Реверенда Лавджоя из Бостона, который учился в Берлине на врача, и Сары Онкен, уроженки Гамбурга. Мать Лавджоя покончила с собой, когда сыну не было и двух лет, после чего его отец, бросив медицинскую карьеру, стал священником. Лавджой получил образование в Калифорнийском университете и в Гарварде, где, в частности, посещал лекции Уильяма Джемса и где защитил магистерскую степень. Лавджой начинал свою преподавательскую карьеру в Стенфорде (1899—1901), затем преподавал семь лет в Вашингтонском университете в Сент-Луисе. После непродолжительного сотрудничества с Колумбийским и Миссурийским университетами получил должность профессора философии университета Джонса Хопкинса в Балтиморе, где и работал до своего ухода на пенсию в 1938. Тесно сотрудничал с приглашенным им туда же Джорджем Боасом.
Он никогда не был женат и не имел собственной семьи.

## Философские труды
Философские труды посвящены вопросам эпистемологии и особенно истории идей. Он является одним из основателей самого направления. История идей призвана исследовать наличие и влияние одних и тех же идей в самых различных областях наук и в разные периоды истории.
Наиболее значительным его трудом считается книга «Великая цепь бытия» (1936), в которой он прослеживает судьбу философской идеи принципа изобилия. Понятие Великая цепь бытия, восходящее к неоплатонизму, было вновь популяризовано Лавджоем. Формулировка принципа изобилия: все существующие возможности непременно полностью реализуются. Согласно Лавджою, эта идея была введена в христианскую теологию неоплатониками и позже сказалась в космографических концепциях Николая Кузанского, Джордано Бруно и Иоганна Кеплера. В метафизике Лавджой находит эту идею прежде всего у Спинозы, у которого она проявилась как учение о том, что все идеи, содержащиеся в божественном разуме, должны быть осуществлены, и у Лейбница — как принцип достаточного основания. Также Лавджой придаёт большое значение принципу непрерывности в истории биологической теории.

## Сочинения
- Лавджой А. О. Великая цепь бытия = The Great Chain of Being: A Study of The History of An Idea / Пер. с англ. В. Софронова-Антомони. — М.: Дом интеллектуальной книги, 2001. — 376 с. — ISBN 5-7333-0239-9.